# 罗马宫廷卫队
宫廷卫队（羅馬化：Scholai）或称宫内军，是一支精锐禁军单位，通常是指羅馬皇帝君士坦丁大帝组建用以替代禁卫军附属御用骑兵队的队伍。宫廷卫队在罗马以及随后的拜占庭时期一直存在，直至11世纪阿历克塞一世在位时期销声匿迹。

## 4至7世纪：禁卫军

### 历史与架构
4世纪初，副皇帝塞维鲁二世试图解散伽列里乌斯指挥下的禁卫军残余部队。作为回应，禁卫军转向了退休皇帝马克西米安之子马克森提乌斯的麾下，并于306年10月28日拥立后者为皇帝。312年，君士坦丁一世进入意大利，双方在米尔维安大桥进行了最终决战，禁卫军是马克森提乌斯手下表现最突出的部队。在罗马，可以确信君士坦丁在取胜后解散了禁卫军；不过没有直接证据表明他在同一时间组建了宫廷卫队。但显而易见，他缺乏侍卫，因此他通常被视为宫廷卫队的建立者。尽管如此，诸如“外邦卫队”等一些单位被证实远早于312年，很可能源于戴克里先在位时期。
宫廷卫队的全名为“Scholae Palatinae”。其中（复数：scholae）一词最初是一个建筑学概念，是指带有长凳的小屋，包括教室、图书阅览室、浴室更衣室等；此后该名词被用于军团总部（principia）内军官宿舍附近的勤务小屋，随着军官宿舍搬到别处，这些屋子也被挪作他用；3世纪初，在皇帝的资助下，许多军团的总部都变成了军士的同僚公会（collegium），其中有些公会因占据了其中一些小屋，而得名。到了4世纪初期，这一名词可以泛指皇帝所有的随侍团体，无论民事还是军事的。每支名为“schola”的卫队有约500部队，组成一支精锐骑兵团。许多侍卫都招募自日耳曼部落。在帝国西部，成员来自法蘭克人和阿勒曼尼人，而在东部，成员则雇佣自哥特人。在反哥特政策的冲击下，自5世纪中期起，东部多被替换为了亚美尼亚人和伊苏里亚人。不过第一手来源提及的侍卫中，罗马人的占比并非微不足道。在4世纪有记录和名字的侍卫中，有10个可以确定是罗马人，有41个可能是罗马人；与此同时，只有5个确定是蛮族人无疑，另有11个可能是蛮族人。
宫廷卫队的每位侍卫都由護民官指挥，该官员职阶为第一等级的“伯爵”，与行省的“公爵”等同。护民官直接掌管多名高级官员，被称作“家内官”或“侍卫官（protectores）”。与禁卫军不同，这支卫队没有统领全军的指挥官，而是皇帝直接控制；不过，出于行政管理的目的，还是设有行政总理官进行指导。在4世纪晚期的《百官志》中，列出了七支东部卫队和五支西部卫队的番号。在查士丁尼一世时期，可能也包括早些时期，宫廷卫队宿营于君士坦丁堡之外的邻近地区，包括比提尼亞和色雷斯的城镇，并轮流入驻宫中。
与他们的侍卫身份相称，宫廷卫队有着更高的薪水，且相比正规军拥有更多特权：他们能领取额外配给口粮（annonae civicae，公民口粮），并免于征募税（privilegiis scholarum，卫队特权），此外，皇帝经常由他们处理国内的平民任务。然而，皇帝不再开疆拓土后，宫廷生活的松散和实际作战的欠缺，削弱了他们的作战能力。在东部，他们最终被哨兵军取代了侍卫的角色，后者由利奥一世建立；而在西部，他们被東哥德人的统治者狄奧多里克大帝永久废除。在芝诺皇帝时期，他们退化为阅兵部队。因为花钱购买宫廷卫队的各职位成为可能，且其包含着优厚的社会地位与福利，使得这些单位越来越多地被首都内的年轻贵族所填补。据说查士丁尼皇帝曾提议将他们派去远征，而在队伍中造成了恐慌。君士坦丁还扩编了四支卫队共计2000人，从而通过出售职位来募集资金；后来，这位皇帝似乎又撤销了扩编的卫队。
其中40名侍卫被选为皇帝的贴身侍卫，名为白衣侍卫（candidati，“穿白衣的”），得名于他们穿的亮白色外衣。尽管到了6世纪，他们也开始充当纯粹的仪仗角色，但在4世纪时，他们伴随皇帝一起作战，例如尤利安出征波斯的时候。

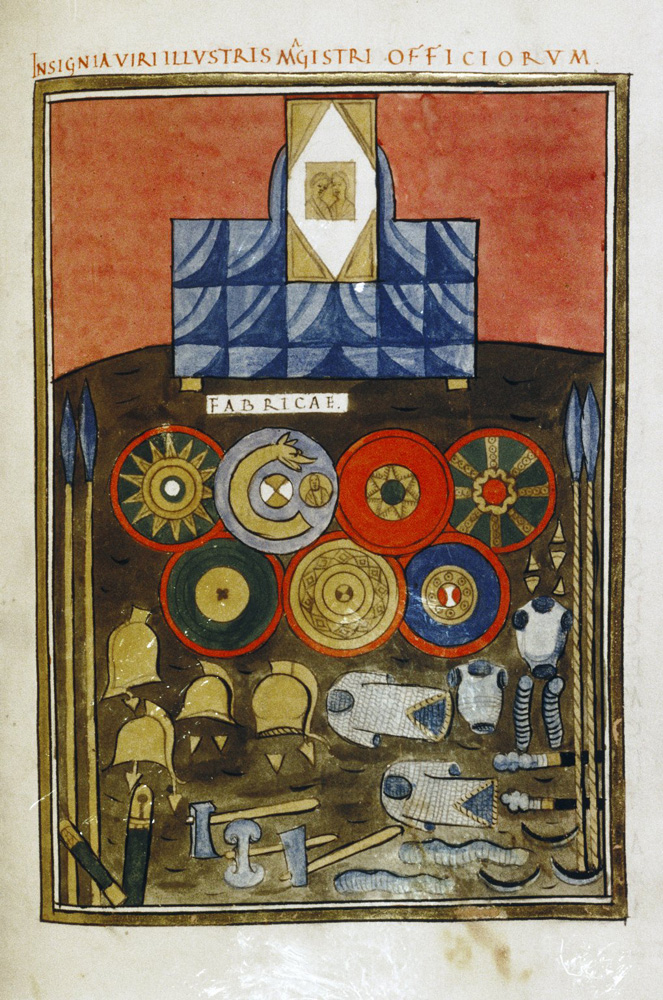
帝国西部卫队的徽章，出自《百官志》
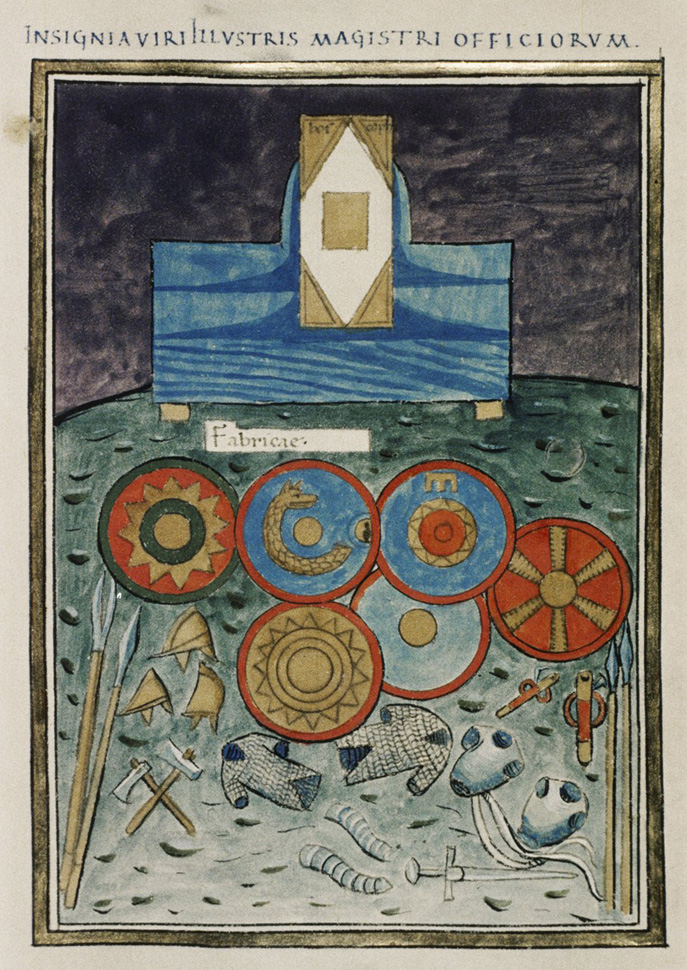
帝国东部卫队的徽章，出自《百官志》
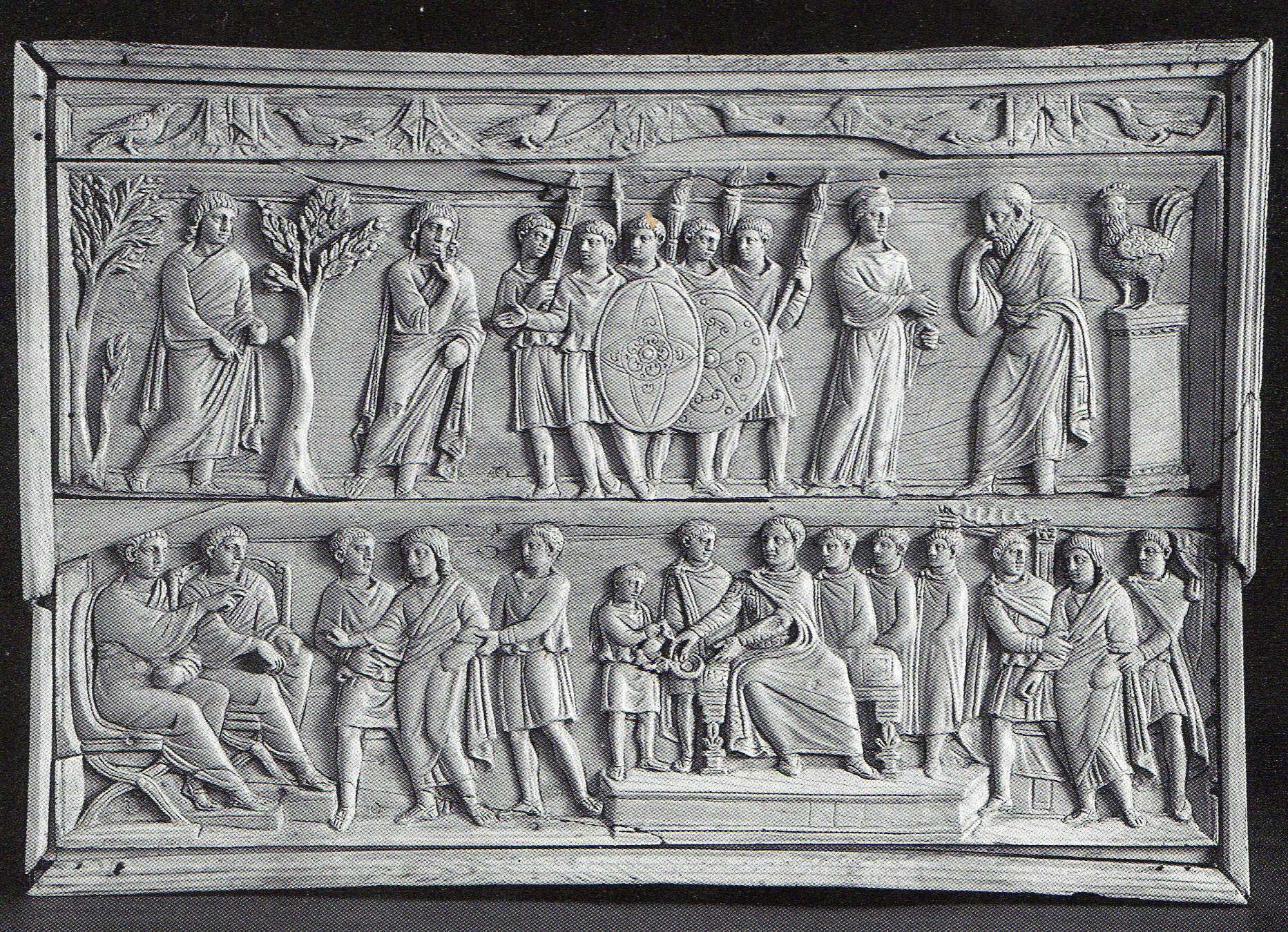
布雷西亚匣子（英语：Brescia Casket）上的耶稣被捕画像中，展示了士兵盾牌上的宫廷徽章，4世纪末

### 《百官志》中宫廷卫队列表
| 西帝国（420年代）： - 第一持盾卫队（Scola scutariorum prima） - 第二持盾卫队（Scola scutariorum secunda） - 高级具甲卫队（Scola armaturarum seniorum） - 高级外邦卫队（Scola gentilium seniorum） - 第三持盾卫队（Scola scutatorum tertia） | 东帝国（390年代）： - 第一持盾卫队（Scola scutariorum prima） - 第二持盾卫队（Scola scutariorum secunda） - 高级外邦卫队（Scola gentilium seniorum） - 弓箭持盾卫队（Scola scutariorum sagittariorum），骑射兵单位 - 重甲持盾卫队（Scola scutariorum clibanariorum），重甲骑兵单位 - 初级具甲卫队（Scola armaturarum iuniorum） - 初级外邦卫队（Scola gentilium iuniorum） |

注：后缀“seniorum（高级）”和“iuniorum（初级）”是指同源的单位，现在通常认为是在364年皇帝瓦伦斯和瓦伦提尼安一世拆分时建立的。“seniores”是指“高级别的”西部单位，而“iuniores”是指他们的“初级别的”东部兄弟单位。

### 知名成员
- 圣塞尔吉乌斯和巴克科斯（英语：Saints Sergius and Bacchus）是馬克西米安时期的外邦卫队军官[12]
- 都爾的瑪爾定，尤利安时期卫队军官
- 马洛巴乌德斯，一位法兰克国王，具甲卫队护民官，此后担任陆军总长（英语：magister militum）
- 克劳狄乌斯·西尔瓦努斯，法兰克人护民官，后成为篡位者
- 巴库里乌斯（英语：Bacurius the Iberian），高加索伊比利亞王國的王子，阿德里安堡戰役中是弓箭卫队护民官[13]
- 卡西奥（Cassio），阿德里安堡戰役中是持盾卫队护民官[13]
- 查士丁尼一世，曾在518年，阿纳斯塔修斯一世去世，查士丁一世即位时任白衣侍卫

## 8至11世纪：隶属于塔格玛
“宫廷卫队”和“哨兵军”在7世纪及8世纪初作为纯粹的仪仗部队继续存在，规模有所缩减。但在约743年，镇压完军区部队的重大叛乱后，皇帝君士坦丁五世改组了君士坦丁堡内旧的禁军单位，建立起新的塔格玛团（tagmata），旨在为皇帝提供专业且忠实的核心部队。塔格玛是专业的重骑兵单位，驻扎在君士坦丁堡城内以及周围，构成了拜占庭军事系统里中央预备队及帝国远征军的核心。此外，与古代晚期罗马军队的先祖相同，这支军队是年轻贵族军事生涯的重要阶段，是通向战场指挥或是国家机关要职的途径。
一支塔格玛团的确切规模充满争论。估测范围从1,000人到4,000人不等。各个塔格玛架构相同，不同的只有名号，部队名称反映了它们的来源。宫廷卫队是由一名宫内军家内官（δομέστικος τῶν σχολῶν，domestikos tōn scholōn）统率，首次证实于767年。随着“行政总理官（magister officiorum）”变为或多或少是礼仪性的“总理官（magistros）”后，家内官成为了独立的指挥官。根据当时记载，他的头衔为“贵族”，被认为是身份最高的将领之一，只在“安纳托利亚军区将军”之下。到10世纪，升至全军最高长官，是皇帝之下的首席指挥官。约959年，该官职被一分为二，一位负责拜占庭东部的亚洲部分，一位负责帝国西部的欧洲部分。
宫内军家内官之下有两名属官（τοποτηρητής，topotērētēs，各自统领一半军队）、一名秘书（χαρτουλάριος），以及首席信使（πρόξιμος）。塔格玛团还进一步分为“旗队”，由一名“伯爵（κόμης）”指挥。10世纪末期时有30个这样的旗队，规模未知。每位“伯爵”指挥5名“初级家内官”，等同于正规军的“百夫長”。此外还有40名旗手，分为四类，在“宫廷卫队”中，它们分别为：protiktores、eutychophoroi、skēptrophoroi和axiōmatikoi。
白衣侍卫在10世纪的《典仪论》中仍有提及，但是这个头衔已经不过是一个完全礼仪性的宫廷显职，且和塔格玛或是宫廷卫队完全脱离了关系。
“宫廷卫队”营最后一次被证实是在1068/1069年罗曼努斯四世时期阿勒颇附近的一场战役。

### 脚注
1. ↑  A.H.M. Jones, Later Roman Empire, 1964, Vol. I, pp. 54, 613
2. ↑  Frank 1969，第13–14頁.
3. 1 2  Haldon 1999，第68頁
4. ↑  Elton 1996，第151-152頁.
5. ↑  Codex Theodosianus, VI.13 （页面存档备份，存于）
6. 1 2 3  Treadgold 1995，第92頁
7. ↑  Southern & Dixon 1996，第57頁.
8. ↑  Notitia Dignitatum, Pars Orient. XI.4-10 & Pars Occid. IX.4-8
9. ↑  Southern & Dixon 1996，第56頁.
10. ↑  Jones 1986，第613-614 & 1253頁.
11. ↑  Ammianus Marcellinus, Historiae XXV.3.6
12. ↑  .   [2023-09-13]. （原始内容存档于2013-01-15）.
13. 1 2  Ammianus Marcellinus, Historiae XXXI.12.16
14. ↑  Haldon 1999，第78頁.
15. ↑  Haldon 1999，第270-273頁.
16. ↑  Haldon 1999，第103頁.
17. ↑  Treadgold 1980，第273-277頁.
18. ↑  Treadgold 1995，第28頁.
19. ↑  Bury 1911，第50-51頁.
20. ↑  Treadgold 1995，第78頁.
21. ↑  Treadgold 1995，第102頁.
22. ↑  Bury 1911，第53頁.
23. ↑  Treadgold 1980，第274頁.
24. ↑  Bury 1911，第55-57頁.
25. ↑  Treadgold 1980，第278頁.
26. ↑  Kühn 1991，第92頁.

### 书籍
- Elton, Hugh. . Oxford University Press. 1996. ISBN 978-0-19-815241-5.
- Frank, R.I. . 1969.
- Haldon, John. . London: UCL Press. 1999. ISBN 1-85728-495-X.
- Haldon, John F. Cyril Mango; Gilbert Dagron , 编. . Constantinople and its Hinterland: Papers from the Twenty-Seventh Spring Symposium of Byzantine Studies (Oxford: Aldershot: Ashgate). 1995 [1993]  [2023-09-13]. （原始内容存档于2023-03-21）.
- Kühn, Hans-Joachim. . Vienna: Fassbaender Verlag. 1991. ISBN 3-9005-38-23-9 （德语）.
- Southern, Pat; Dixon, Karen R. . Routledge. 1996. ISBN 0-7134-7047-X.
- Jones, Arnold Hugh Martin. . Johns Hopkins University Press. 1986. ISBN 0-8018-3354-X.
- Treadgold, Warren T. . Oxford: Greek, Roman and Byzantine Studies: 21. 1980.
- Treadgold, Warren T. . Stanford University Press. 1995. ISBN 0-8047-3163-2.